# Libor Hrazdílek
Libor Hrazdílek (* 4. července 1939) je bývalý český fotbalista a fotbalový trenér.

## Fotbalová kariéra
V sezóně 1962/63 hrál za TŽ Třinec ve druhé lize při postupu týmu do nejvyšší soutěže. V první lize už nenastoupil.

## Ligová bilance
| Ročník                                   | Zápasy | Góly | Klub      |
| ---------------------------------------- | ------ | ---- | --------- |
| 2. československá fotbalová liga 1962/63 | -      | -    | TŽ Třinec |
| CELKEM                                   | -      | -    |           |

## Trenérská kariéra
V československé lize trénoval v sezóně 1975/76 TŽ Třinec. V sezóně 1981/82 byl trenérem VP Frýdek-Místek druhé lize.